# مردم حولدار
مردم حولدار (به هندی: Janta Hawaldar) فیلمی محصول سال ۱۹۷۹ و به کارگردانی محمود است. در این فیلم بازیگرانی همچون راجش خانا، آشوک کومار، هما مالینی، یوگتا بالی، لالیتا پاوار، دومال ایفای نقش کرده‌اند.